# Pećinovac kod Okreti
Pećinovac kod Okreti je pećina između Kanfanara i Sošića, unutar čvorišta istarske poluautoceste. Nalazi se u zapadnim stijenama ovalne vrtače, na 181 m nadmorske visine. Nastala je karstifikacijom duž slojnih ploha u vapnenačkim naslagama donjokredne starosti. Ljevkasta je oblika, dužine 23 m, širine oko 4 m i visine 2,7 m. Sondažno istraživanje pećine obavljeno je u ožujku 1998., a vodila ga je Kristina Mihovilić. U sondama površine od 10m2, najveće dubine 110 cm, izdvojena su tri sloja u kojima je bilo mnogo pepela i gara s većih ili manjih ognjišta, mnogo keramičkih ulomaka, životinjskih kostiju, nekoliko ulomaka kremenih artefakata te kamena ploča žrvnja, a pronađena je i brončana igla. Čovjek je u većim ili manjim skupinama povremeno boravio u tome prirodnom zaklonu već u eneolitiku, u brončano doba, u rimskom razdoblju i u srednjem vijeku. Ostatci životinja, pretežno viših vertebrata, zapravo su hranidbeni ostatci, a ostatci faune mikrovertebrata podudaraju se s recentnim primjercima Crvene Istre.